# 2021—2022年西安市2019冠状病毒病聚集性疫情
2021－2022年西安市2019冠状病毒病聚集性疫情是指2021年12月9日起主要在中华人民共和国陕西省西安市（以及广东省东莞市等地）爆发的2019冠状病毒病群聚疫情，期间发生的全市封锁事件又通稱西安封城。此轮疫情首个病例为西安灞桥区境外人员隔离酒店工作人员，于12月9日确诊，12月12日，西安紫薇永和坊子牛门诊部出现1例病例；12月15日，长安大学出现3例病例，此后传染链不断扩大，且有进入社区传播的迹象。此次疫情也出现外溢的情况，已相繼扩散到省内的延安、咸阳、渭南，以及省外的广东东莞、北京、河南沈丘、山西稷山共七地。中国疾控中心流行病学首席科学家曾光表示，西安疫情是武漢疫情实施封城之后“最嚴重的一次”。截至2022年1月20日，西安市共有2053人确诊。2022年2月5日，本轮疫情确诊病例已全部治愈出院。
12月22日，西安市宣布次日零时全市各小区（村）、单位实行封闭式管理（封城），居民足不出户，非必要不离开西安；27日防控升级，要求所有居民待核酸結果陰性後才能出門，暂停居民外出采购政策。另外，陕西省教育考试院对在同月举行的硕士研究生考试安排进行调整，安排外省考生到异地借考，滞留学生、西安外的省内学生及隔离中的学生定点考试。2022年1月24日，西安市全域降为低风险，全市正常生产生活秩序有序恢复。

## 背景

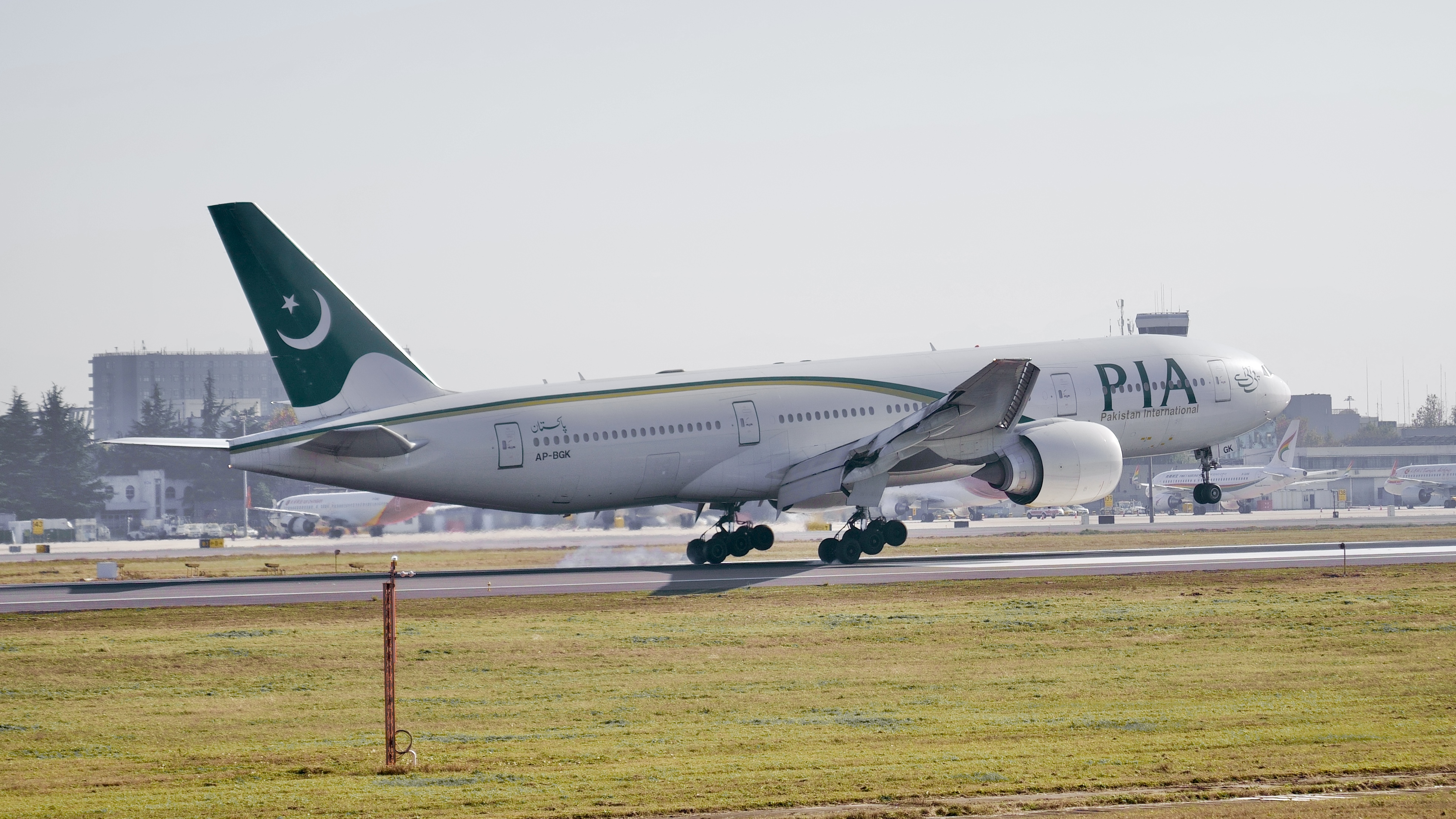
巴基斯坦国际航空自伊斯兰堡始发的PK854航班（摄于2021年11月13日）

2021年12月4日，由巴基斯坦国际航空执飞，自伊斯兰堡始发的PK854航班抵达西安咸阳国际机场，机上180名乘客集中隔离在西安市灞桥区瑾程酒店，截至12月17日该航班已报告6名境外输入确诊病例。而此次疫情所发现的确诊病例初步判定为该航班输入。该航班于12月15日被中国民航局下达熔断指令，自12月20日起暂停运行2班。
此前，西安市采取严格的人员流动政策，自2021年8月9日起对外省市来返西安人员需提供48小时内核酸检测阴性证明，主要景区也会查验外省游客的核酸检测阴性证明。该政策最初作为迎接第十四届全运会召开的防疫措施。

## 确诊时序及概况

### 西安市
2021年12月9日，西安市灞桥区境外人员隔离酒店瑾程酒店工作专班成员向某确诊感染2019冠状病毒病。患者于12月3日入住，12月4日在酒店负责为入境航班PK854航班的隔离人员办理入住手续及运送行李。之后向某发现自己的防护服上破了两个洞，但当时向某觉得洞不大，也没有在意，他认为可能是那个时候感染了病毒。12月12日，西安市新增1例本土确诊病例，为西安市雁塔南路紫薇永和坊子牛门诊部工作人员。12月13日，西安市新增报告本土确诊病例1例，系与12月9日确诊病例同房间居住的工作人员。
12月14日0时-15日8时，西安新增报告本土确诊病例2例、本土核酸检测初筛阳性病例1例，至15日10点20分，初筛阳性病例转为确诊病例。三例确诊病例均在长安大学发现，在发病前曾于12月11日在四季荟餐厅参加一次饭局，此后關連的用餐者和飯店餐廳員工均被確診，亦因此传染链扩大。自12月9日发现首例确诊病例以来，西安市单日报告确诊病例在十余天内出现暴增，12月25日起，连续7日确诊病例均超过150例。官方披露，西安疫情共出现三条疫情传播链，分别是隔离酒店、门诊部和长安大学传播链，且已出现社区传播，疫情传播风险较高，具有隐蔽性。尽管前期西安市做了大量流调工作，但具体传播途径仍不清晰，流调在各个传播链之间也缺少明确的关联性。由于西安加大了大规模核酸筛查的力度，并新出现了一些风险点位，也因此出现了病例增多的情况。从12月24日至28日，西安通过核酸筛查发现阳性人员并最终确诊的病例占当日新增病例的比例分别为38.67%、36.12%、44.67%、39.43%、33.77%。2022年1月1日，西安新增本土确诊病例数为122人，比前一天的174人有明显下降。1月2日之后，新增病例下降至100例以下。相较于疫情初期，社区层面导致的传播快速上升势头得到了控制，新近报告的确诊病例中，来自集中隔离人员的病例比例逐步提高，社会层面检出病例比例逐步下降。1月3日，西安一病例确诊后，出现1传43的超级传播个案，多数是因为超级传播者被发现的时候处于感染早期，排毒能力较强。1月5日，西安市召开疫情防控新闻发布会，西安市有關部門表示社会面基本实现清零。1月6日，中国工程院院士钟南山表示，此轮疫情的拐点已经出现。自1月10日以来，西安市已连续5天实现社会面病例零发生，社会面传播基本控制，疫情整体进入扫尾阶段，新发现的病例都来自隔离点及闭环管理的工作人员。1月18日，西安无新增报告本土确诊病例，这是本轮疫情发生以来首次无新增。截至2022年1月20日，西安累计报告确诊病例2053例。2022年2月5日，本轮疫情确诊病例已全部治愈出院。

### 其他城市
12月14日，东莞市大朗镇在对省外涉疫地区返莞人员核酸检测中，排查发现2例无症状感染者，为此轮疫情在陕西省外首次报告的感染个案。根据通报，两人于12月4日23时48分从西安咸阳机场乘坐CZ3226航班到达深圳宝安机场，12月5日1时乘坐网约车从深圳宝安机场到大朗镇。截至12月26日，东莞市累计报告本土确诊病例26例，均为轻型和普通型，均在大朗镇内发现，未发生外溢，已基本实现社区清零的目标。
陕西省内也出现与此轮疫情关联的感染个案。12月16日，延安市新增一例确诊病例，曾与西安市确诊病例一同用餐；另外毗邻的咸阳市亦有报告确诊。12月26日，渭南市蒲城县新增一例确诊病例，确诊病例曾于12月5日—12月20日在西安市开网约车载客。
12月19日，北京市通州区宋庄镇小堡村华卿画室一名学生核酸检测结果阳性，该学生11月28日前往陕西省西安市考试，12月14日持48小时核酸检测阴性结果返京，12月18日因健康宝弹窗提示进行核酸检测，12月19日报告核酸检测结果为阳性。21日，河南沈丘县在核酸检测中发现4例阳性人员，属西安自驾返沈人员。之后2人被确诊，2人被确定为无症状感染者。23日，山西运城市稷山县報告1人核酸检测复核阳性，此人曾經运送蔬菜至西安市长安区朱雀市场。

## 溯源调查
12月18日，陕西省对12月9日-16日报告的12名本土病例完成了全基因测序，测序结果均与12月4日巴基斯坦伊斯兰堡PK854入境航班报告的境外输入病例高度同源，初步判定此次疫情为境外输入引起的本土疫情。具体传播过程尚不清晰，各传播链之间缺少明确关联性，目前仍在调查。同日，国家卫生健康委疾控局一级巡视员贺青华在国务院联防联控机制新闻发布会上表示，东莞大朗镇病例与西安关联本土病例属同一传播链。

## 反应

### 中央政府
12月19日，中共中央政治局委员、国务院副总理孙春兰从浙江绍兴赶赴陕西西安调研指导疫情防控工作。孙春兰介绍称，西安疫情已扩散到14个区（县），出现了社区传播，疫情处于暴发期，防控形势复杂严峻。
12月24日，国务院联防联控机制综合组组长、国家卫健委主任马晓伟，陕西省省长、省应对新冠肺炎疫情工作领导小组组长赵一德到西安市督导检查疫情防控工作。26日，马晓伟以“四不两直”方式，再次督导检查西安市社区疫情防控工作。
由於西安市封城期間看病就医难，2022年1月6日上午，中共中央政治局委员、国务院副总理孙春兰召开专题会议部署医疗服务保障工作。孙春兰表示，對西安的问题感覺十分痛心、深感愧疚。

### 陕西省
因陕西出现中高风险地区，12月16日，陕西省文化和旅游厅下发紧急通知，全省旅行社暂停经营跨省团队旅游及“机票+酒店”业务。12月20日起，陕西省对群众跨市流动从严管控，对划定的中、高风险地区所在县（市、区）的人员严格限制出行。对其他区域人员外出时倡导开私家车、包车出行，尽量减少乘坐公共交通，并严格限制前往中高风险地区及所在县（市、区），防止感染风险。
截至12月27日10时，陕西省高速公路现有的395个收费站中，入口封闭34个，设检疫点42个；出口封闭66个，设检疫点325个。全省国省干线公路共设置检疫点163个，其中省界30个。截至12月26日晚，陕西省暂停跨省班线229条、401辆车。有跨省班线的10个地市中，西安、咸阳、渭南、延安、汉中、商洛、韩城等7市已停运，宝鸡、榆林、安康等3市仍有部分线路运行。市际班线中，西安、咸阳、延安、汉中、韩城等5市已停运。咸阳已暂停各县发往咸阳市区的客运班线，延安已暂停辖区所有客运班线。城市客运方面，西安公交车满载率控制在50%以内，管控区站点不停靠；咸阳、延安暂停城区所有公交。西安、咸阳、延安均暂停出租汽车跨县市营运。
12月20日，陕西省腾空西安市胸科医院，暂停其全部诊疗服务，以全力救治确诊患者；并协调省结核病防治院、省人民医院、西京医院、唐都医院等接收西安市胸科医院各类患者119人，分流或办理出院患者795人。12月22日晚，西安将重症确诊患者由西安市第八医院转入西安市胸科医院，并在12月23日将西安市第八医院的96例本土病例、41例境外输入病例全部转入西安市胸科医院，确保医疗救治“四集中”原则。西安市胸科医院开设有重症病区2个、普通病区7个，本土与入境确诊病例实行了分楼救治，本土重症病例与其他病例实行分病区救治。咸阳、延安确诊病例也转至西安救治。27日，空军军医大学抽组医疗力量支援西安确诊病例医疗救治工作。
2022年2月15日，陕西省文化和旅游厅决定，即日起全省旅行社及在线旅游企业恢复经营无中高风险地区的省（区、市）跨省团队旅游及“机票＋酒店”业务，维持暂停省内外旅游专列业务。

#### 西安市

##### 地区风险
2021年12月15日起，西安市曲江新区雁展路288号沿街69-10101至69-10107商铺、雁塔区长延堡街道丈八东路2号家属院、雁塔区小寨路街道长安中路33号长安大学长安路住宅区3区11号楼和2区11号楼调整为中风险地区。12月19日，雁塔区小寨路街道长安中路33号长安大学校本部住宅区和北院宿舍区调整为高风险地区。截至2021年12月27日，西安市共有高风险地区1个，在雁塔区小寨路街道长安中路33号长安大学校本部住宅区和北院宿舍区；中风险地区150个。12月29日，西安市对已公布的高、中风险地区按社区和街道为单位重新调整。2022年1月3日起，西安市新增2个高风险地区、7个中风险地区。1月4日，经开区佳家社区由中风险地区调整为低风险地区。这是本轮疫情以来，西安市首次将中风险地区降级为低风险。1月6日起，未央区未央湖街道、曲江新区中海凯旋门社区、曲江新区中治-曲江山社区由中风险地区调整为低风险地区。1月8日起，鄠邑区玉蝉街道、经开区尚宏社区、浐灞生态区御锦城社区、曲江新区曲江中心社区、曲江新区中铁国际城社区由中风险地区调整为低风险地区。1月9日起，鄠邑区甘亭街道，浐灞生态区华远海蓝城社区、绿地国际生态城社区、浐灞二路社区、田家湾社区由中风险地区调整为低风险地区。1月10日起，西咸新区沣西新城马王街道、经开区海荣豪佳社区由中风险地区调整为低风险地区。1月11日起，灞桥区灞桥街道、灞桥区纺织城街道、灞桥区红旗街道、经开区白桦林居社区、航天基地航天六院社区、航天基地上元郡社区、航天基地神舟五路社区由中风险地区调整为低风险地区，此次调整后，经开区、航天基地全域均为低风险地区。1月12日起，新城区胡家庙街道、鄠邑区五竹街道、国际港务区新筑街道、曲江新区曲江香都社区由中风险地区调整为低风险地区。此次调整后，鄠邑区、国际港务区全域均为低风险地区。1月13日，莲湖区桃园路街道西安航空学院（沣惠校区）由高风险地区调整为低风险地区，另外14个中风险地区也调整为低风险地区。此次调整后，莲湖区、未央区、浐灞生态区、曲江新区全域均为低风险地区。1月15日起，雁塔区小寨路街道长安大学社区由高风险地区调整为中风险地区，碑林区太乙路街道、灞桥区席王街道由中风险地区调整为低风险地区。1月16日起，碑林区柏树林街道、高新区五星街道、西咸新区沣东新城上林街道、西咸新区秦汉新城渭城街道由中风险地区调整为低风险地区。1月17日起，灞桥区洪庆街道、新城区西一路街道、西咸新区沣东新城王寺街道、雁塔区等驾坡街道、雁塔区大雁塔街道、雁塔区电子城街道、雁塔区漳浒寨街道、雁塔区杜城街道由中风险地区调整为低风险地区。此次调整后，灞桥区、新城区全域均为低风险地区。1月18日起，高新区细柳街道、高新区鱼化寨街道、西咸新区沣东新城三桥街道由中风险地区调整为低风险地区。1月19日起，碑林区长安路街道由中风险地区调整为低风险地区。此次调整后，碑林区全域均为低风险地区。1月21日起，雁塔区小寨路街道、长安区郭杜街道由中风险地区调整为低风险地区。1月22日起，将长安区韦曲街道由中风险地区调整为低风险地区。此次调整后，长安区全域均为低风险地区。1月23日起，雁塔区长延堡街道由高风险地区调整为低风险地区。调整后，雁塔区全域均为低风险地区，同时西安市高风险地区清零。1月24日起，高新区丈八街道、西咸新区沣东新城斗门街道由中风险地区调整为低风险地区。至此，西安市中风险地区清零，全域均为低风险地区。

##### 核酸检测

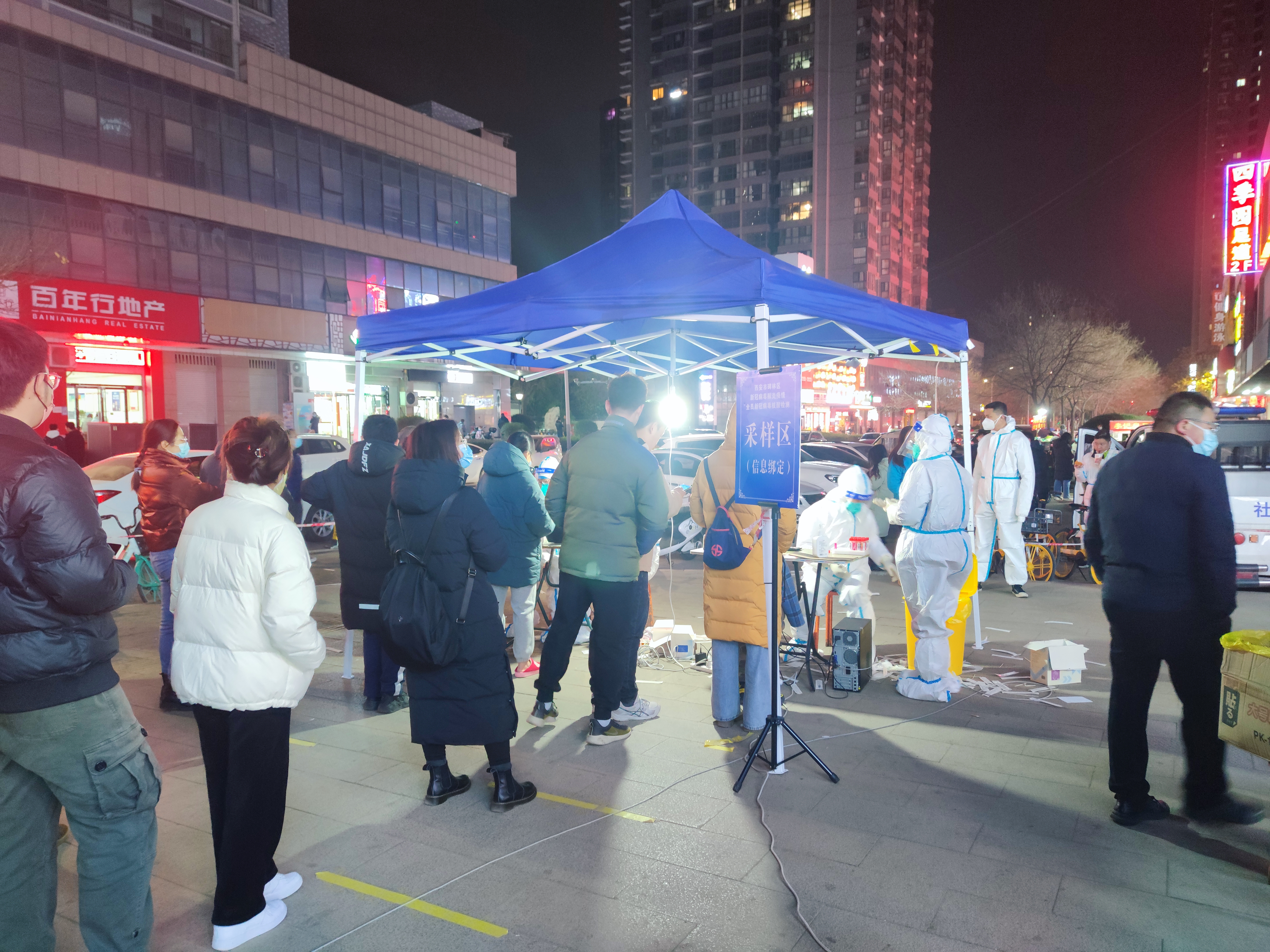
西安市碑林区一处核酸检测点（2021年12月17日）

12月18日，西安在前期重点区域检测基础上，全面开展全员核酸检测，从省内抽调4100余名医务人员组建核酸采样队，调派第三方实验室方舱、气膜以及移动检测车等，累计设置采样点3268个、采样台7684个。第一轮全员核酸检测累计核酸检测1566.17万人次。在前期大规模核酸检测的基础上，西安从12月21日开始，先后进行了4轮核酸筛查，高新区、雁塔区、长安区、莲湖区4个重点区域在12月28日12时至24时加做了一轮。在前三轮核酸筛查中，检出阳性人数持续在高位，第三轮检出400人，第四轮核酸筛查检出阳性122人，检出阳性病例数开始下降。12月29日8时起，西安市启动第六轮核酸筛查，部分小区已于当日6时起启动核酸筛查。
12月20日，迪安诊断和金域医学在西安国际会展中心3号馆搭建两套气膜实验室，用于核酸检测工作。22日0时起，实验室正式接收样本开始进行核酸检测工作。
1月23日，陕西省中医药管理局局长刘峰要求西安各区解封前，要在24小时内进行不漏一人的全员核酸检测，坚决杜绝解封风险。

##### 医疗救援
本轮疫情发生后，自12月17日起，西安市部分医院暂停接收就诊患者，多名需要定期接受透析治疗的肾衰竭患者表示遭遇了就医难题。西安市疾控部门工作人员表示，已接到相关情况反映，目前确实有部分医院暂停接收患者，下一步积极协商处理此事。不久后，西安交大一附院、西安航天总医院对患者恢复正常透析。12月22日，陕西省召开新闻发布会，宣布经省市联动，指定西安高新医院作为近期隔离管控人员血液透析定点收治医院。12月下旬，为保障患者就医需求，西安交通大学第一附属医院、西安交通大学第二附属医院等部分医院陆续恢复门诊、急诊服务。
2022年1月5日，在发生孕妇流产事件后，西安要求对孕产妇等开通绿色通道，任何医院不得以疫情防控为由影响患者就诊。1月6日，在发生多次拒诊无法就医事件后，陕西省委书记刘国中、国务院副总理孙春兰分别作出批示：医院要能开尽开，第一时间救治透析患者、孕产妇，不能以任何借口推诿拒收群众就医。1月7日，西安发布通知，不得以查验48小時核酸证明作为接诊限制。当日下午举行的发布会上，西安市卫健委副主任张波就疫情期间无法提供充足的医疗保障服务向全市人民致歉。此外，针对群众反映疫情期间120急救热线经常出现占线问题，西安市已连夜对系统进行提升改造，紧急抽调50名医务人员，将120调度坐席扩容至90个；抽调60名话务员，以云端的方式增援120受理；抽调100个急救车组，确保急救运力满足群众需求。

##### 日常生活
12月18日起，西安市室内娱乐场所暂停营业，零售药店暂停向市民销售（含网络销售）退热、止咳、抗病毒、抗菌等四类药品。22日起，西安市除防疫需要和民生保障以外，非生活必需场所暂时停业，与居民生活密切相关的超市、便利店、医疗机构正常营业。餐饮单位暂停堂食。暂停举办大型会议、活动、论坛、培训、演出、展销促销等；暂停游园、庙会、集市、民俗、广场舞等群众性活动。
12月22日，西安市民上班需持48小时内核酸检测阴性报告。23日零时起，西安市全市小区（村）、单位实行封闭式管理。每户家庭每2天由1人外出采购生活物资，其他家庭成员一般不外出，外出需持单位、社区开具的证明。由于疫情日趋严峻，西安于27日暫停每戶家庭每兩天由一人外出採購生活物資的政策，要求所有居民待核酸結果陰性後才能出門。所有居民除按要求参加核酸采样外，均不出户、不聚集；所有超市、便利店、农贸市场、医疗机构、物流寄递场所工作人员一律佩戴N95口罩和医用手套。而对受疫情影响，暂时找不到工作又得不到家庭支持的困难外来务工人员，以及因交通管控等原因暂时滞留西安临时遇困人员，基本生活出现困难的，可由急难问题发生地的镇街直接实施救助。
12月26日，西安决定开始在全市范围内开展全面消杀。
2022年1月7日，西安市疫情防控指挥部办公室印发通知，受疫情影响暂停营业的超市、便利店、生鲜店等生活必需品保供企业，经评估符合营业条件的，尽快恢复营业。孕婴店、烘焙店、洗染店等商贸企业，在严格落实疫情防控措施的前提下，逐步恢复营业。从事生活必需品供应的商贸企业，在不影响通行、不造成人员聚集的前提下，可利用门前区域出店经营；受疫情影响暂停营业的物流仓储中心、末端配送网点，在严格落实疫情防控措施的前提下，尽快复工复业，恢复寄递秩序；餐饮企业在严格落实疫情防控措施的前提下，通过订单外卖等方式开展无接触配送，暂不恢复堂食。
1月11日，未央区包括超市、商店、瓜果蔬菜市场、便利店等在内的1369家商户有条件复工复产。1月12日，西安街头的一些餐饮店重新开门营业。當天12时起，臨潼區開始恢复全区生产生活秩序，村组、社区每户家庭每2天可指派1名家庭成员外出采购生活物资，外出时间不超过2个小时。阎良区、高陵区、蓝田县等地也已开始有序恢复生产生活秩序。碑林区、空港新城、曲江新区等地已有一批社区（村组）被公布为无疫小区（村），有序恢复正常居民生活。1月15日起，浐灞生态区每户家庭每2天可派1名成员，持小区通行证，在生态区范围内采购必要生活物资，并于2小时内返回。未央区、曲江新区、西安国际港务区、鄠邑区等地也稳步有序恢复生活秩序。西咸新区空港新城自1月17日起，新城区、灞桥区自1月18日起有序恢复生活秩序。曲江新区自1月19日起，莲湖区、西安国际港务区、临潼区自1月20日起全面有序恢复正常生产生活秩序。截至1月22日，蓝田县、周至县、阎良区、临潼区、鄠邑区、曲江新区、航空基地、未央区、经开区、浐灞生态区、国际港务区、高陵区、灞桥区、新城区、碑林区、莲湖区、航天基地等17个区县、开发区已有序恢复正常生产生活秩序。西安市大型商场、银行网点等已陆续恢复营业。
截至1月12日，西安市13家重点保供企业的1119家超市、便利店、生鲜店门店正常营业，开业率65%。西安市限额以上商贸流通企业累计复工复业474家，复工复业率已达17.7%。
1月24日起，随着西安全域降为低风险地区，西安各商场、超市、沿街门店恢复营业，餐饮业控制就餐人数和餐位距离；旅游景区、剧院等公共场馆按规定落实限量、预约、错峰等要求。

###### 物资供应
自西安市升级疫情管控措施之后，西安市内一些超市、菜市场出现了抢购现象，部分商品被搶購一空。12月23日下午，西安市商务局负责人表示西安市肉菜等生活必需品供应是充足的、市场总体和價格基本平穩，在疫情管控期間會嚴厲打擊重點醫療防控物資和生活必需品等領域哄抬物價、囤積居奇、制假售假的違法行為。12月25日，西安市市场监管局公布一批价格违法案件的查处与查办情况，多家超市及商店在疫情期间违反价格法相关规定被查处。疫情发生以来，西安已查处物价违法案件33件，结案5件。
为解决封闭管理小区居民生活出现困难的情况，12月28日，西安各区政府与多家大型零售企业和农贸市场合作，组织准备蔬菜等生活必需品，为封闭管理小区免费提供物资保障。

##### 学校教育
12月20日，西安市曲江、碑林、莲湖、经开、雁塔、高新、浐灞等多个城区的学校和幼儿园停止线下教学活动，转为线上教学。同日下午，西安全市中小学、幼儿园和校外培训机构全面停课。
2022年1月13日，西安市教育局发布消息称，西安全市小学于1月17日起放寒假，普通中学于1月24日起放寒假。各中小学不进行任何形式的期末考试；2022年春季开学两周内，除小学一二年级外，全市中小学其他年级由学校组织一次学业考试。西安市高校实行校园封闭管理，暂不放寒假。
随着西安市多地降为低风险，地处全域低风险的县级行政区的西安工业大学、西安医学院、西安科技大学、陕西科技大学、长安大学等高校开始安排学生分批错峰离校。

##### 研究生考试

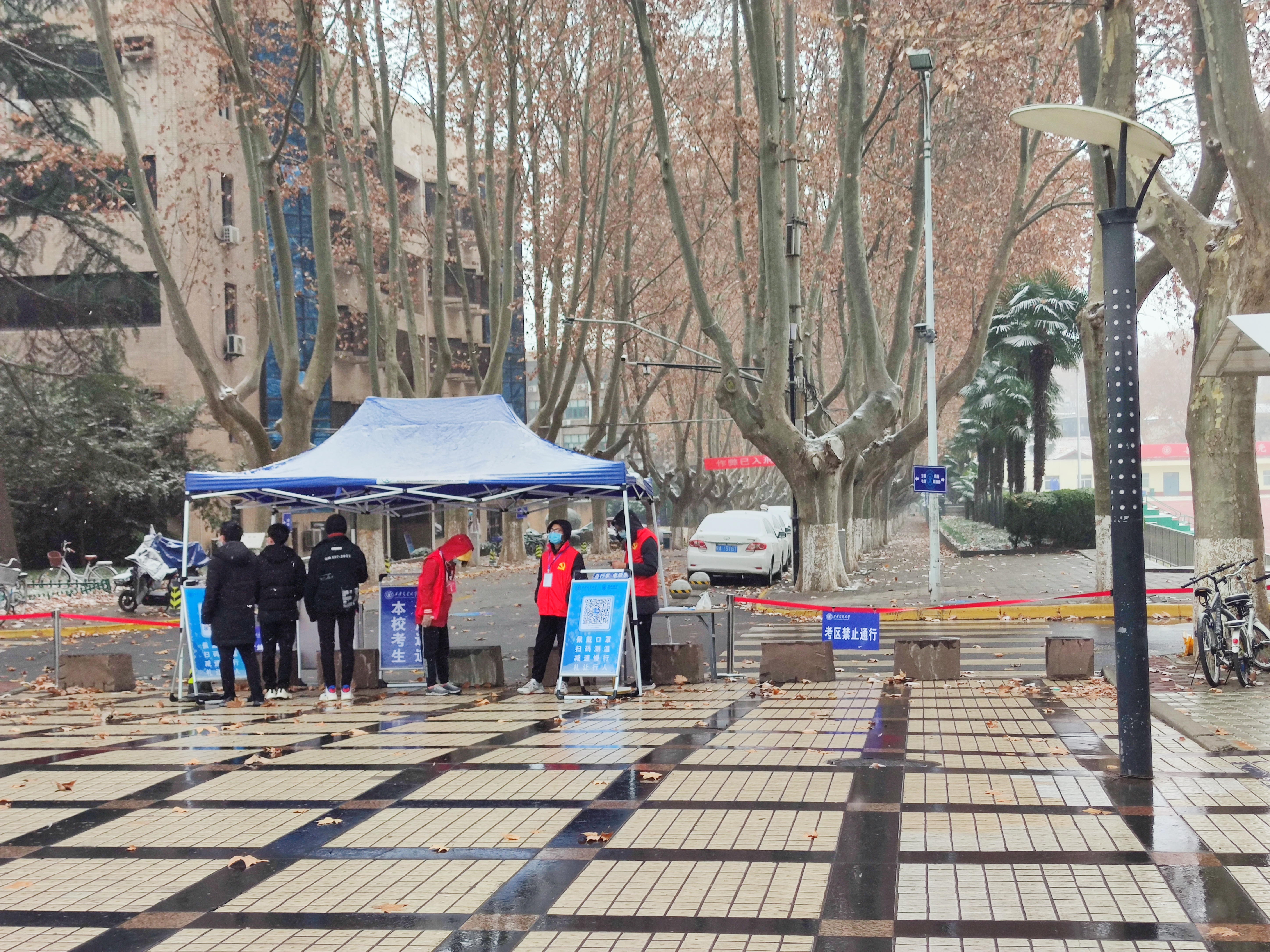
西安交通大学将研究生考试区和本科生生活区隔离分开

本轮疫情期间正值硕士研究生考试的考前准备期，一些报名在西安考试的11.85万考生由于尚未公布相关安排，网络上也因此出现质疑的声音。12月16日—17日，陕西省教育考试院发布关于滞留在陕的考生申请借考的公告，但当时不少要去异地考试的考生并未意识到疫情严重，很多考生收到时都已超过11:00，没有按期申请。更有一些赴外地考试的考生由于出城限制，出现了“想要弃考”的想法。12月22日，陕西省教育考试院发布硕士研究生考试公告，对受疫情影响无法在省内外考试的考生作出异地借考、本地定点考试的安排。根据陕西省教育考试院再次征集滞留在陕考生申请借考的公告，仅允许中、高风险地区及所在区县的考生在当日下午2：00前申请。消息证实后，“考试当天能不能出小区”以及“如何完成考场需要的考前48小时核酸检测”等实际问题成为考生们议论的焦点。23日7时许，陕西省教育考试院发布关于省内西安市外考生申请借考的公告；同日晚，陕西省教育考试院发布“致参加2022年陕西省研考考生的一封信”，用“山重水复”来形容这次研考。25日凌晨，陕西省教育考试院发布一则“紧急公告”，称因个别考生反映因种种原因无法跨市按时到达考点，允许考生持相关证件和个人说明就近申请借考。
12月25日，西安市共投放服务考研考生保障车辆约4500辆，包括封控区“点对点”保障车辆871辆，累计运送封控区考生2516人次；投放公交车1726辆，对途经涉及疫情防范区34个考点的137条公交线路缩短发车间隔。西安市对确诊考生、密切接触考生出台考试方案。其中，西安唯一确诊研考生在西安市胸科医院新腾空的病区考试，并安排医务科医生，以及两个护士进行监考工作，西安建筑科技大学也组建了送考小组。考试结束后试卷作消杀处理，在提取样本检测无问题后，将试卷进行保密交接。对于被确认为密切接触者被安排在酒店隔离的考生，则由校方安排在酒店设置隔离考场进行考试，监考员结束工作后立即接受隔离。
12月26日，陕西省官方发布数据，本次硕士研究生考试应在西安参加考试的11.85万人，实际参加10.68万人，参考率90.1%，比2020年全省平均值高出2.2个百分点，完成了“应考尽考”目标。本次考试结束后，西安再次面临外地考生返程与安置问题，一些外地考生即便持身份证、准考证、48小时内核酸检测阴性证明仍不能进站乘车，无法进站的考生滞留在火车站广场。12月28日，当地教育局工作人员对滞留火车站的考生们提出，可以将省外考生安排到各自考点，进行集中隔离。12月30日晚，陕西省教育考试院发布《给滞留西安的2022年研考考生的一封信》。信中表示，陕西省协调省市区相关部门和22所考点院校，已妥善解决收集到的305名考生的食宿困难问题，协调提供免费的学生宿舍和自费的一日三餐。对生活保障有困难的省内非西安市考生、外省考生，可填报基本信息和需要协调解决食宿问题的意向。部分滞留考生也在西安当地从事社区志愿者工作协助抗疫。

##### 交通应对
西安市自12月18日起对所有离开西安的人员需持48小时内核酸检测阴性证明。自22日起，防疫政策升级，西安倡导全体市民“非必要不离市”，交管部门在“一场五站”和国省干道、高速路口等加强查验，对非必要离市人员进行劝返。离开西安的人员除持有48小时核酸检测阴性证明外，还需要提供单位（街道）开具的证明及相关审批手续。全市长途客运班线停运，出租车、网约车不得进入中高风险地区，也不得出市区运营。中国铁路西安局集团已分阶段对西安站，西安北站始发客车实施停运，12月9日至26日停运客车5845列，仅保留北京、上海、广州、深圳等国内大城市及延安、宝鸡、榆林等省内旅客列车，保证刚性出行需求。西安绕城高速公路自22日晚上8时起全线封闭。12月23日，西安咸阳国际机场国内客运航班全部停航，暫時仅保留国际客运航班和货运航班以及重要运输和调机任务。自2022年1月5日起，西安咸阳国际机场国际客运航线暂停运营。
市内交通方面，12月20日起，因疫情防控需要，西安市暂停执行工作日机动车尾号限行措施。12月23日起，西安公交调整防疫政策，在保证线路正常运营、车辆满载率不高于50%的基础上，总体运力下调至30%。西安地铁小寨站自21日16时起关闭，同时调整发车间隔，运营服务时间调整为7:00至22:00，并关闭车站部分出入口。12月27日，西安市公安局发布通告，进一步提升防控等级，除核酸检测外，非疫情防控及民生保障车辆不得上路。而随着疫情的缓和，2022年1月18日起，西安市低风险区域公共交通运力将逐步、有序恢复，原则上暂不恢复中高风险区域公共交通运力。
2022年1月11日，西安市发布具体滞留人员离市政策，对滞留在中高风险地区及所在区县（开发区）的人员，严格限制离市；对滞留在其他区县（开发区）的人员，非必要不离市，确需离市的，须经街道办（镇）或开发区批准，持48小时内核酸检测阴性证明和健康码“绿码”离市。
2022年1月17日起，中国铁路西安局集团逐步恢复开行多趟旅客列车。翌日，西安公交在部分区域逐步有序恢复公交线路运营，西安地铁对线网运营组织进行调整，运营服务时间调整为6:30至22:00。对途经高风险区的三爻、会展中心、纬一街3座车站采取临时关闭措施，所有列车在上述车站不停站通过；对中低风险地区车站，根据属地疫情防控需要关闭车站部分出入口；对已降低风险级别区域的小寨站恢复正常运营。
2022年1月22日，咸阳国际机场恢复国内客运航班。
1月24日，西安市恢复正常出行，离市人员凭西安一码通“绿码”出行，不需开具离市证明；公交车、出租车、网约车、地铁、班线客车等交通工具全面恢复运营。
2月10日起，西安市各客运站逐步恢复省际客运班线56条，仅恢复低风险地区省际班线（进京线路暂停恢复），途经中高风险地区严禁上下旅客。

##### 免职与问责
12月24日，陕西省西安市纪委监委发布消息，西安市已经组织纪检监察干部开展监督检查15轮次，检查关键点位1348个，现场发现并督促整改问题203个，追责问责疫情防控不力基层党组织和单位4个，处理相关责任人26名，通报曝光2起14人。
2022年1月2日，西安市副市长杨建强兼任雁塔区委书记，免去王斌雁塔区委书记职务，免去崔诗越雁塔区委副书记，区政府党组书记职务。
1月5日，中共西安市委决定，刘鑫任西安市大数据资源管理局党组成员，为副局长人选（主持工作）；西安市大数据资源管理局党组书记、局长刘军因履职不力，停职检查。
1月6日，西安市急救中心党总支副书记、主任李强给予党内警告处分，西安市卫生健康委主任刘顺智给予党内警告处分。7月12日，李强被开除党籍、开除公职，涉嫌犯罪问题移送检察机关依法审查起诉。
同日，因发表涉疫谣言，中国侨联免去宋汶洮基层建设部组织处副处长职务。
1月12日，西安市纪委公布在疫情防控监督检查中查处的3起典型问题。

##### 处置违法犯罪
12月23日，西安市公安局公布了6起涉疫情违法犯罪案件，分别涉及袭警、故意损毁公私财物、拒不执行紧急状态下的决定、扰乱公共场所秩序等问题。在通报的袭警案中，张某12月18日在莲湖区大庆路核酸检测点阻碍疫情防控工作人员开展工作，出警民警在对其劝阻时，张某用拳脚击打民警，致民警受伤，后张某因涉嫌袭警被立案侦查。而一名姜姓女子于12月21日在西安交通大學交大一村東門檢測點，疑因認為防疫工作給自己帶來諸多不便，而與防疫人員發生爭執。面对防疫人員，该女子爆出“我不是平民百姓，我在美國待了七年了”，其后身旁的男子回应「你待美國去，別到中國來」。事件引发网民关注。事后，碑林公安分局对姜某作出行政拘留十日的处罚。同日，西安高新区徐家庄村村委会院内核酸检测现场，邓某某与村工作人员吴某某发生口角后互殴，继而阙某等四名工作人员参与殴打邓某某。24日，警方发布通报，参与结伙殴打的六人均被行政拘留。
12月24日，有网民发布视频称，在西安一核酸检测点，一外籍男子在做核酸检测时，当众大骂防疫人员“疯子”、“神经病”，并朝地上吐痰。事后西安曲江康桥学校表示已对此严肃处理，予以立即解除聘任合同。
12月29日，西安市公安局再通报2起涉疫违法犯罪案件，涉及擅自出行以及伪造贩卖疫情防控工作证件、扰乱疫情防控工作秩序。
12月30日，西安市公安局再通报4起涉疫违法犯罪案件。其中一名24岁男子违反防控要求私自驾车外出，从长安区行驶至高新区被查获，被处以行政拘留十日的处罚；另外一名36岁男子从杨凌示范区渭河大桥东河堤步行进入渭河河道，欲涉水渡过渭河，途中被困，后经有关部门组织救援脱困。该男子因违反疫情防控规定被警方予以警告。截至当日，西安市公安机关共查处涉疫刑事行政案件58起，涉案违法犯罪嫌疑人67人。其中办理妨害传染病防治案等刑事案件共3起；办理行政案件共55起，其中拒不执行疫情防控决定和命令的案件33起、虚构事实扰乱公共秩序案12起、寻衅滋事案4起、扰乱公共场所秩序案2起、故意毁财案1起、殴打他人案1起、招摇撞骗案1起、阻碍执行职务案1起。
2022年1月5日，西安市公安局通报4起涉疫违法犯罪案件，其中一男子禹某在名为“西安馒头协会”微信群内，使用侮辱性语言发表数条不当言论。雁塔公安分局其后对禹某处行政拘留七日。另外，2021年11月6日，男子秦某在“户县馍店”微信群内讨论上涨馒头价格一事，因他人不同意涨价，为发泄不满情绪，使用侮辱性语言发表不当言论。2022年1月2日，男子孙某将该段聊天记录录屏转发至多个微信群内。鄠邑公安分局对秦某、孙某分别处行政拘留七日。
1月7日，西安市公安局副局长殷浩通报，西安现有确诊病例中，有11人在2021年12月23日至2022年1月2日之间，未按通告要求参加核酸检测，公安机关依据有关法律规定，已经对上述人员依法开展调查。

##### 社会支援
12月27日，陕西省慈善协会、西安市慈善会联合向西安市新冠肺炎疫情指挥部捐赠价值407.8万元人民币的抗疫物资。部分企业亦有宣布捐款支援西安抗疫，如小米科技、腾讯等。
12月30日，中共中央组织部拨款2000万元党费用于一线人员抗疫。
12月31日，中华人民共和国财政部下拨5亿元支持陕西防疫。

#### 咸阳市
12月19日，咸阳市进行第一轮全员核酸检测，至25日共进行了三轮，检测人次共计288.96万人次，核酸检测结果均为阴性。
12月22日，咸阳市疫情防控指挥部发布公告，从当日20时起，咸阳市实行全市域严格交通管控。市民不得前往西安市，对西安市来咸车辆人员一律劝返。自西安来咸返咸人员，实施14天自费集中隔离＋14天健康监测管控措施。
12月27日，兴平市启动全市全人群核酸检测，全市小区、村、单位实行封闭式管理，市民群众暂行居家生活，等待通知进行全人群核酸检测，其他家庭成员除参与疫情防控、生病就医以及急需工作以外，一律不得外出。同日，淳化县公安局通报两起有影响的涉疫违法案件。其中，一男子于12月22日得知西安“封城”的消息后，于当天20时许骑共享单车从西安出发，骑行10余小时后到达疫情防控点附近，为逃避疫情检查点检查，便将单车丢弃在路边绕道进入淳化县境内。该男子其后被处以罚款200元的处罚。
12月29日，秦都区进一步提升疫情防控等级，小区、村、单位实行封闭式管理，12月22日以来无咸阳集中隔离经历的西安（含西咸新区）来秦返秦人员不得进入。
2022年1月10日起，咸阳市恢复主城区公交线路运行。1月20日零时起，咸陽解除市内交通管控。

#### 延安市
12月25日，宝塔区发布通告，要求市民暂停非必要的外出活动，非必要不离区；各村组、社区、小区实行严格管控，只保留一个出入口并确保均有专人24小时值班值守；所有驻区机关单位、企业进出人员一律查验48小时核酸检测结果。暂停举办各类大型会议、活动、论坛、展销促销等，暂停集市、民俗、庙会、广场舞等活动。区内个体诊所暂停营业，综合商场、图书馆、体育馆、游泳馆、影剧院、KTV、酒吧、茶室、音乐餐吧、网吧等室内文化旅游和非群众生活必需性消费销售场所暂停营业。27日，宝塔区升级防疫措施，除防疫需要和民生保障以外，非居民生活必需的经营、消费、销售等场所一律暂停营业。所有餐饮场所暂停堂食。居民必须按照社区网格通知和公告短信提示，有序分时段就近核酸采样，拒不参加者采取强制集中隔离措施，并赋健康码黄码。12月28日起，延安市宝塔区冯庄乡首头庄村、宝塔采油厂丰富川联合站、宝塔区永吉路市邮政局家属院1号楼和宝塔区桥沟街道办南寨砭村美满国际3号楼划定为中风险地区。
2022年1月13日0时起，延安市宝塔区8个中风险地区调整为低风险地区，解除封控区、管控区、防范区临时封闭管控和交通管制措施。延安市有序恢复市域内交通，市区所有公交车、出租车（含网约车）、市内县际和宝塔区内客运车辆恢复运营，各类公共交通车辆严格按不超乘载量50％限定人数。延安市有序推进复商复市，餐饮企业暂不恢复堂食，可规范采取线上订餐、线下配送的营业方式；孕婴店、生鲜店、理发店、干洗店、快递网点、银行网点、通信网点等各类经营场所恢复正常营业，电商物流、仓储配送等在规范防护下恢复正常业务。

#### 安康市
12月16日，一西安籍男子为躲避疫情管控，从西安咸阳国际机场徒步经西安市鄠邑区步行进入秦岭山区，多次躲避沿途镇、村疫情监测卡点防疫人员检查。12月24日，该男子进入宁陕县广货街镇蒿沟村境内被发现，后宁陕县公安局依法对该男子予以行政处罚。

### 广东省

#### 东莞市
2021年12月14日，因东莞市发现本土无症状感染者，东莞市要求市民离莞出省须持有48小时内核酸检测阴性证明。广州白云机场、深圳宝安机场、珠海金湾机场均对有14天内东莞（全域）旅居史的旅客进行48小时核酸检测阴性证明的检查，无相关证明的旅客将被拒绝登机。往来深圳市和东莞市的跨城通勤人士需要每隔一天进行一次核酸检测。大朗镇暂停网吧、娱乐场所（KTV、歌舞厅、游艺厅）、演出场所、电影院、健身场所、酒吧、足浴店、洗浴中心、棋牌室、麻将房、桌游室等密闭娱乐场所开放，餐饮单位暂停堂食，同时东莞市暂停跨市公交线路运营。12月16日，东莞市大朗镇8处地方调整为中风险。
大朗镇自12月18日之后所发现的病例均在隔离点发现，近五轮大规模核酸检测结果均为阴性。自12月29日10时起，大朗镇取消车辆通行证的发放和查验。
2022年1月5日零时起，大朗镇长塘社区长塘花街二街（133号、143号、163号）由中风险地区调整为低风险地区。调整后，东莞市全域均为低风险地区，中风险地区清零。持48小时核酸阴性证明离莞出省管控措施同时取消，受疫情影响而停运、调整的公交线路、出租汽车、道路客运恢复正常运营服务。

### 北京市
12月20日，通州区宋庄镇华卿画室划为封控区，宋庄镇环岛西路以南，徐宋路以西，小堡工业路以东，华卿画室南门无名路以北范围划为管控区，小堡村全村划为防范区。12月25日，宋庄镇小堡村开展第三轮全员核酸检测，结果均为阴性。12月26日起，小堡村疫情防控措施予以调整，恢复自由进出。

### 河南省
12月22日，沈丘县报告四名感染者不落实市县两级人民政府关于外省返乡人员确需返乡，要提前3天向目的地所属行政村（社区）报备和居家隔离等疫情防控措施，且在流调人员调查时隐瞒相关情况，沈丘县公安局决定对四人以涉嫌妨害传染病防治罪立案侦查。据媒体报道，四名感染者回乡的原因是家中老人最近做了手术，需要紧急返回。其后，确诊患者接到大量骚扰电话，而后为防止在转院治疗期间继续受到电话或短信骚扰，公安机关及时为四人新办手机卡；针对网络曝光及相关评论产生的心理压力，公安机关及时为其聘请专业心理咨询师进行心理干预、疏导。
12月23日，周口市招生考试中心发布硕士研究生考试紧急公告，所有在沈丘备案的考生，可就地考研。

### 山西省
截至12月30日4时30分，稷山县对封控区、管控区、防范区进行了三轮全员核酸检测，第三轮核酸采样240806人，检测结果均为阴性。新绛县也对封控区、管控区、防范区进行了第二轮核酸检测，核酸采样241998人，检测结果均为阴性。
12月23日，河津市所有旅游景区景点全部关停；所有个体诊所、门诊部暂停一切诊疗活动；所有影院、KTV、洗浴中心、健身馆、游泳馆、网吧、麻将馆、棋牌室等场所一律暂停营业。
12月24日，稷山县招生考试管理中心发布通知，对在稷王中学考点参加考试的考生需提供考前48小时核酸检测阴性有效报告。

### 其他地区
在沈丘县发生本土疫情后，与沈丘县接壤的安徽省临泉县、界首市，立即封锁与河南沈丘所有交界路口，暂停途经或直达沈丘县各类水、陆交通班线。

## 争议

### “西安一码通”多次出现故障
“西安一码通”为2019冠状病毒病西安市疫情防控期间的个人出行电子凭证。本轮疫情发生后，为有效防控疫情，西安市加强了对“一码通”的使用，市民只要去到一个新的场所，几乎都被要求使用西安“一码通”查验“绿码”和出示48小时内的核酸检测阴性报告，西安市还通过“一码通”扫码登记进行多轮全员核酸检测。2021年12月20日是西安市民上班需持48小时内核酸检测阴性报告的首日，当日“西安一码通”多次反复出现故障，两次短暂修复后又出现无法正常显示的情况，部分市民因此无法进行全员核酸检测、乘坐交通工具和返回工作单位等。有鉴于此，有公司员工进公司上班之前，效仿祺嫔瓜尔佳氏对天发誓，强调自己48小时内核酸检测阴性。但公司负责人表示发誓其实是开玩笑，公司严格落实防疫要求，办公区域一天多次消杀。
12月20日下午，西安市大数据资源管理局局长刘军表示，经紧急协调资源并采取扩容、限流等应急措施，“西安一码通”平台已逐步恢复使用，但因访问量仍很大，尚可能有部分卡顿现象，当局建议民众不必要情况下不要打开“西安一码通”。
12月30日至31日，工业和信息化部总工程师韩夏到陕西省通信管理局开展疫情防控工作调研，在陕西信息通信行业疫情防控视频调度会议上，韩夏要求，西安“一码通”要加强技术改进和网络扩容，确保平台安全稳定运行。
2022年1月4日上午，西安市启动全市新一轮核酸筛查工作，当日“西安一码通”系统再度崩溃，核酸检测无法进行。据陕西发布微博称，因西安核酸检测应急平台流量过大，导致网络繁忙无法登陆，之后问题得到解决。
2022年1月5日，西安市大数据资源管理局党组书记、局长刘军因此停职检查。

### 首例确诊病例被造谣
2021年12月9日，瑾程酒店工作专班成员向某确诊感染2019冠状病毒病，成为本轮西安疫情首个确诊病例。此后，有传言称向某擅自外出，并与随后确诊的子牛门诊护士郭某为情人关系，是导致疫情扩散的因素之一，网民还用华商报官方网站华商网12月18日发布的图片进行篡改。12月24日，华商网发表声明，称此图片非华商网原发图片，已经上报上级单位及公安机关。同日晚，西安警方通报称，此传言为虚假消息，造谣者已被拘留。

### 咸阳机场病毒传播阴谋论
12月26日，鳳凰新聞客戶端榮譽主筆唐駁虎發文稱，咸阳机场T3航站楼使用的空调技术，可能造成了西安本轮疫情“匪夷所思的病毒传播”。文章说，咸陽機場T3航站樓對暖通空調系統的末端供冷供熱形式作出改進研究，將地板輻射供熱供冷和下送風結構結合，導致下送風結構中的回風「氣動投毒」，使原本位於國際北指廊一樓候車區域的病毒，被抽到200餘米外的二樓候機區域，在咸陽機場感染的4名患者被空氣管道送來的病毒傳染。对此长期从事暖通领域研究的清华大学建筑学院教授朱颖心称其“完全是外行人的臆测”。朱颖心解释，咸阳机场T3航站楼采用的是完全没有循环风的地板辐射加新风系统。而曾參與咸陽機場T3航站樓空調系統方案設計的清華大學建築學院教授劉曉華稱，該航站樓值機大廳採用「輻射地板+置換送風」空調形式，將室外新風過濾加熱後送入室內，熱風氣流直接向上，沒有回風再利用。

### 防控策略被批
自本轮疫情发生以来，西安市的防疫政策遭到部分人士的批评。中国工程院院士张伯礼接受媒体访问时表示，西安疫情的暴发体现出基层疫情防控存在不到位的问题。而中新社旗下的《中国新闻周刊》发表《拷问西安疫情 千万人口重镇应急表现何以如此》文章，文中强调西安溯源工作缓慢混乱、健康码系统崩溃等现象，防疫应急表现“令人大失所望”，同时批评西安封城后出现连串乱象，其应急管理系统备受拷问。
12月22日，宁夏银川网民“迟钝的大猪”因批评西安疫情防控政策，遭到网民言语攻击，后为泄私愤，在微博主页谩骂，诅咒西安人及疫情防控，引发网民讨论。该网民的微博帐户不久后被注销，之后西夏区警方依法对其处以行政拘留的处罚。
人道中国创办人周锋锁批评西安防控政策“在严格意义上会带来更多感染”“很多人被集中在封闭空间，会造成更大感染，但是他们被移出西安， 那就不算在西安了”“生命完全失去自主權”。公民力量创办人楊建利批评认为“封城只会让‘人权侵害’加剧，一味追求‘清零政策’会让抗疫所产生的经济和人权成本越来越高，最终会失去在生命和人权之间的平衡”“病毒变种毒性越来越轻，人的生命的损失和对人权的损害已经超过对人民的损失了。这种政治高压和整个社会付出的成本将会让民主制度体现出它的优越性，而中国制度的落后性会逐渐表现出来。从我们目前的经验来看，我们最终一定要和病毒共存，你要以一种正常的心态去对待它”。

### 居民生活服务保障相关争议
12月25日，西安2.54万吨政府储备菜已做好了投放准备。受制于封闭管理期间社会运力不足，很多西安居民没有第一时间领取到政府发放的蔬菜包。12月27日，在西安开始暂停每户家庭每两天由一人外出采购生活物资的政策后，家中物资出现了耗尽的情况，且外送也存在無法送入小区的情况。另外微博上也有寻求食物和其他必需品的供应求助。许多网民表示，他们还没有收到政府的供应，并批评这是“鬧飢荒”。“西安买菜难”也一度冲上微博热搜榜。12月29日，西安市官方回应，确实出现了保供企业员工到岗率低、物流配送困难的情况，将尽最大可能协助解决企业员工正常上岗问题，为生活物资保供车辆发放通行证。
2022年1月2日，微博上有用户分享一段视频，显示一名女性正在向防疫人员抱怨早餐未能及时送到，其孩子也在挨饿。此外该女子称自己处于生理期，需要卫生巾。女子表示曾电话求助于疾控中心、管理单位及警方。视频中的防疫人员回应称表示自己也无能为力。1月3日，该女子表示问题已经得到解决。视频流出后该女子的处境引发诸多网友同情。但陕西省作家协会副主席、西安市作家协会主席吴克敬在微信公众号发文批评该女子「小姐做派」，被网友批评不尊重女性。吴克敬的文章已在不迟于1月6日被删除。
2022年1月3日，在西安市疫情防控发布会上，有记者提问，在雁塔区实施封闭式管理期间如何解决市民群众就医难、吃菜难等问题时，发言人表示，雁塔区已成立物资保障组，按照防疫保供并重，线上线下结合，政府市场协同的原则，做好蔬菜、粮油、药品等“保供应”工作。12个社区卫生服务中心各组建一支临时医疗队，配置急救箱及核酸采样物资，在做好安全防护的前提下，为辖区居民提供基本诊疗服务服务、居家护理延伸服务以及上门送药等服务。

### 男子买馒头被群殴事件
2021年12月31日，一网民曝光一段视频，视频显示在雁塔區丈八沟街道南窯頭西區，一名男子因為肚子餓出門買饅頭，但遭到防疫人員拳打腳踢，手上的饅頭更是散落一地，之后警方迅速处理此事，并表示毆打者已經和當事人和解。2022年1月1日，西安市公安局高新分局发布通报称，对防疫人員闫某某、彭某某分别处拘留7日并处200元罚款。有评论批评此事为“警黑合作”。

### 男子求隔离未果致一家六口确诊
2021年12月21日，雁塔区一位市民孙辉（化名）在公司发现1例确诊后，按照规定，自己应是B类密接，但孙辉自有发热、咽痛等症状后仍被当地街道办、社区视为C类密接居家隔离，在孙辉要求上门做核酸检测和集中隔离的期间，遭到了当地疫情防控指挥部和街道办之间的“踢皮球”。12月24日，孙辉拨打110和市长热线投诉，威胁如果不把自己家人带走隔离，自己就下楼，最终孙辉家人被带走隔离。24日下午，孙辉妻子被告知确诊，自己的22日核酸结果为阴性，但孙辉认为自己症状明显，加上妻子确诊，自己可以说是“百分百确诊”，所以不敢下楼感染他人。12月25日，孙辉在业主群发布自己近期的经历，在业主们纷纷联系有关部门后，孙辉被带到隔离酒店。26日，孙辉核酸结果为阳性，28日，孙辉的小舅子确诊，29日儿子确诊，30日下午丈母娘和一岁多的女儿确诊。2022年1月4日，孙辉表示，自己已经得到救治，家人也都好。

### 孕妇医院门口等2小时致流产
2022年1月4日，一名产妇的家属在网络上发帖称，其怀孕的小姨在2022年1月1日晚7点肚子疼，随即拨打“120”，但电话一直占线，拨打“110”后被送往西安高新医院，到达后被告知无“48小时核酸检测阴性报告证明”无法进入医院，一直等到晚10点，医院的工作人员看到孕妇出血不止，才将孕妇紧急送入手术室，但由于出血过多8个月大的胎儿最终流产。陕西省妇联对此表示：“已经上报领导，事件正在调查。”网友们表示医院不能拿着“一尸两命”开玩笑。1月4日下午，西安召开新闻发布会，要求对孕产妇等开通绿色通道，任何医院不得以疫情防控为由影响患者就诊。1月5日，陕西省、市卫健委组织专家进行调查，证实该事件是一起责任事故。西安高新医院总经理范郁会被停职，门诊部、医务部相关责任人被免职；西安市急救中心党总支副书记、主任李强、西安市卫健委主任刘顺智被党内警告处分。1月6日，西安市卫健委主任刘顺智向流产孕妇公开道歉。当日，西安高新医院发文回应称“对于此次王女士所经历的痛苦，我们感同身受，也深表遗憾”，并表示“我们主动接受社会各界的监督，积极反思和梳理工作流程中存在的隐患，进一步加强医院管理，优化就诊流程，加强对预检分诊人员的培训，听取广大患者和家属的诉求，完善医院疫情防控措施，保障所有就诊患者及医务人员的安全，竭尽全力做好患者的收治工作”，此后该文章被发布者删除。1月8日，国务院联防联控机制召开新闻发布会。国家卫生健康委医政医管局监察专员郭燕红表示，国务院联防联控机制三令五申要求在做好疫情防控工作的同时，必须要保障好正常的医疗服务，尤其是急危重症患者应该及时救治，不得推诿拒诊，对于一些特殊群体，比如血液透析患者、肿瘤放化疗患者以及孕产妇、新生儿等需要给予定期救治和定期随诊的特殊人群要指定医疗机构切实保障连续医疗服务。西安暴露的问题反映出在保障人民群众正常医疗服务过程中，工作落实不实、不细、不严，没有压实责任，有一些工作没有落实到位，致使疫情期间有一些人民群众就医通道不通畅。国家卫健委在全国层面要求其他省份要举一反三，汲取教训，在未发生疫情时要做好周密的工作方案。
1月5日，新浪微博用戶“A有雨有晴天”在看到西安8个月孕妇就孕难话题时提到了自己的经历，2021年12月29日，她在健康码为绿码和警察的护送协调下，仍被多家医院拒绝接诊，在几番拖延后终进入医院，但为时已晚孩子已经没了，当事人在第二天做了清宫手术。
1月13日，西安市卫健委对涉事的西安高新医院进行警告和批评，要求其停业整顿三个月并免除部分负责人职务，其后该院发表致歉声明，表示真诚接受西安市卫生健康委员会的处理意见，即日起停业整顿。

### 女子父亲心绞痛被拒诊耽误后离世
2022年1月5日，新浪微博用戶“太阳花花花00000”发文称，其父亲在1月2日突发心绞痛，在送医的过程中，当地医院多次以“中风险地区”不收、只接受“发热门诊”为由拒收，在耽搁8小时才送入高新国际医学中心进行手术，但医生称耽误太久，如果2个小时内使用溶栓药物就可以救，最终抢救无效，于1月3日离世。1月13日，西安市卫健委对涉事的西安国际医学中心医院进行警告和批评，要求其停业整顿三个月并免除部分负责人职务，其后该院发表致歉声明，表示真诚接受西安市卫生健康委员会的处理意见，即日起停业整顿。

### 男子被三家醫院拒診猝死
2021年12月31日，西安一男子突发胸闷，多次拨打“120”急救电话未能打通，在打通後又因尚未拿到48小时内核酸检测结果，“120”急救中心医护人员拒絕將其送往医院；拿到核酸结果后，又相继被三家医院拒诊，直到第四家医院西安市第九医院接收时，該男子呼吸心跳已經停止。當天凌晨4点40分，西安市第九医院認定該男子已猝死，死因是主动脉夹层。

### 防疫人員拒絕為男子買藥和醫院拖延救治導致男子死亡
2021年12月底，西安疫情嚴重後，西安一51歲张力當時在西安新城区八府庄小区居住，因高血压加重，于12月23日返回西安阎良区武屯镇东孙村西河组的家中休息，因是风险地区返乡人员，张力一家人需要居家观察。防疫人員在張力家门口贴上封条，防止一家人外出。由于张力患有高血压，每日都需要服用的降压药物。12月26日，降压药即将用完，其家人曾向核酸检测医务人员询问是否能出门购买降压药或找人帮助送药，但醫務人員表示疫情严重，无法购买。2021年12月29日18:40，张力因高血压发作昏厥摔倒，19:20送至西安市阎良区人民医院後，由于張力属于返乡管控人员，只能一直在医院门口的救护车上等待入院申请，晚上8点，張力嘴唇成紫红色後，医院才将其推进急诊室做检查。不過进入急诊室后，做头部检查也需要针对返乡人员身份进行申请。最終醫院表示張力病情嚴重，無法救治。張力於12月30日凌晨1:08在家中离世。

### 中国侨联一副处长因在微信公众号传谣被免职
1月2日晚，微信公众号清风明月楼发表文章《西安百姓的悲哀：为什么有人不惜违法、冒死也要逃离西安？》，称西安隔离费用超过5000元、医疗体系被直接粗暴关停、社区普通居民无菜可吃。1月3日上午，陕西省网络举报中心从多个渠道收到举报称此文消息来自网络传闻，内容不实。1月3日下午，该文作者在评论区承认传谣并致歉，但仅同意在发表满24小时后删除。当晚该文章显示「此内容被投诉且经审核涉嫌侵权，无法查看」。该帐号所有人宋汶洮为中国侨联基层建设部组织处副处长，1月4日被免职。

### 《长安十日》争议
2022年1月4日，独立媒体人江雪發表长文《我的封城十日誌》，記錄了她在封城前夕至1月3日的見聞，对官方做出批评，指「從12月28日到12月31日，至少這四天，關於怎麼買到菜以及生活必須品，也就是如何能吃到飯，大部分西安人只能依靠自救」「持續多天的『賣菜難』，本質還是人為災難。在西安，並不存在物資匱乏，只是物資難以送到最需要它們的人手裡」「那些為這座城市按下『暫停鍵』的人，那些手握權力的人，他們又可曾想到，他們將怎樣影響居住在這城市的1300萬人的命運？如果這不是比天還大的事情，那還有什麼是呢」「『西安只能勝利』，這是正確的大話，套話，也是空話」。

### 新闻报道相关争议
2022年1月上旬，有网民发现陕西日报旗下媒体群众新闻网的一段采访短视频《古都复苏前奏起》中，出现了两个名叫“马雪娥”的女子，一个是药店店员，一个是水果摊老板。此事引起热议，网民怀疑“马雪娥”是媒体请来的专业演员，还扒出了更多的“马雪娥”。1月14日，该网站发表致歉声明：称因记者剪辑粗心，误将陈淑亚姓名录成为马雪娥，并向马雪娥表示歉意。

### 西安交大一学生私自驾车离校至成都事件
1月18日，网上流传西安交通大学保卫处文件《关于车辆川xxxxxx离港事件事情的情况通报》称，该校创新港校区电气学院一名研究生私自驾车离开港区，逃避高速口收费站交警检查，一路开车至成都。当日下午，西安交通大学保卫处一名工作人员证实该文件属实。根据现有的防疫规定，西安市高校实行校园封闭管理，暂不放寒假。

### 以为闹的是瘟疫，其实闹的是饥荒
紐約政治評論家陈破空表示，从2021年12月23日开始的西安封城，持续到2022年1月，上演种种悲剧，震惊国内外。

### 市民咨询离市政策时发生争执
2022年1月22日下午，西安浐灞一路社区居民迪某到社区办事大厅咨询离市政策时，社区主任王某与该居民发生争执，王某大骂居民迪某“我不说”、“滚”。1月23日，西安浐灞生态区总部园区管理办公室发布处理通报，针对社区主任王某存在言行不当、作风粗暴问题，已作出停职检查处理。